# Cracosna xyridiformis
Cracosna xyridiformis là một loài thực vật có hoa trong họ Long đởm. Loài này được Gagnep. mô tả khoa học đầu tiên năm 1929.